# Белфаунтн (Охајо)
Белфаунтн (енгл. Bellefontaine) град је у америчкој савезној држави Охајо.

## Демографија
По попису из 2010. године број становника је 13.370, што је 301 (2,3%) становника више него 2000. године.
| Група             | 2000.          | 2010.          |
| Белци             | 11.807 (90,3%) | 11.902 (89,0%) |
| Афроамериканци    | 670 (5,1%)     | 574 (4,3%)     |
| Азијати           | 122 (0,9%)     | 157 (1,2%)     |
| Хиспаноамериканци | 146 (1,1%)     | 248 (1,9%)     |
| Укупно            | 13.069         | 13.370         |